# Ісмаїлов Тельман Марданович
Тельман Марданович Ісмаїлов (азерб. İsmayılov Telman Mərdan oğlu, рос. Тельман Марданович Исмаилов; 26 жовтня 1956, Баку) — російський підприємець, глава групи московської ACT. У ACT входять ресторан «Прага», зал торжеств «Сафіса», Черкизовський і Варшавський ринки — всього 32 компанії. Назву групи АСТ Ісмаїлов придумав за першими буквами імен своїх синів Алекпера і Сархана і свого імені.
Віце-президент Євро-Азіатського єврейського конгресу.
Тельман Ісмаїлов народився 26 жовтня 1956 року в Баку. У 18 років, вчившись на 1 курсі інституту, Ісмаїлов став директором магазина.
У 2007 році займав 76 місце в списку російських багатіїв за версією журналу Forbes. Тоді журнал оцінив його стан в 620 мільйонів доларів. Хобі Тельмана Ісмаїлова — колекціонування годинників (у його колекції їх вже близько 2 тисяч). Свого часу Тельман Ісмаїлов був спонсором співака Авраама Руссо.
Перед початком курортного сезону 2009 року Тельман Ісмаїлов урочисто відкрив в турецькій Антальї найдорожчий в Європі готель Mardan Palace. На його спорудження бізнесмен витратив, за різними оцінками, 1,3 — 1,5 мільярда доларів. На відкриття приїхали Річард Гір, Шерон Стоун, Том Джонс, Моніка Беллуччі, Періс Гілтон і зірки з Росії. Стрічку перерізали Юрій Лужков і Йосип Кобзон. Готель названий на честь батька Тельмана Ісмаїлова Мардана. В день відкриття готелю тому виповнилося б 100 років. На території готелю зведена копія стамбульського Великого базару, де продають шуби, золото і шовки. На пляжі готелю завезли 9000 тонн дрібного піску з Єгипту. Найдорожчий номер в готелі коштує 19 тисяч доларів за добу.
Після відкриття готелю Тельман Ісмаїлов попросив турецьке громадянство.
У планах Тельмана Ісмаїлова — спорудження в Туреччині ще одного готелю, тепер уже найдорожчого у світі, і покупка турецького футбольного клубу «Антальяспор».
Ця показова розкіш під час кризи не сподобалася прем'єру Росії Володимиру Путіну, і він примусив московського мера і друга Ісмаїлова Юрія Лужкова закрити Черкізовський ринок у Москві. Звичайно, під благовидними приводами «порушення санітарних норм» і «контрабандного товару».

## Виноски
1. ↑  Прикрыли рынок санитары. Архів оригіналу за 1 липня 2009. Процитовано 29 червня 2009.